# ステュアート・ベネット
ステュアート・ベネット（Stuart Alexander Bennett、1980年8月10日 - ）は、イングランドのプロレスラー、俳優。プレストン出身。

## 来歴

### キャリア初期
2004年、ジョン・リッチーとアル・スノーが主宰するレスリングスクールにてトレーニングを開始。同年、ステュー・サンダース（Stu Sanders）のリングネームでプロレスラーデビューを飾り、イングランドを拠点とするASW（All Star Wrestling）を中心にウェールズのセルティック・レスリング（Celtic Wrestling）やアイルランドのIWW（Irish Whip Wrestling）などイギリスのインディー団体で活動。

### WWE

#### OVW
2007年10月、WWEの入団テストを受けて合格。ディペロップメント契約を交わし入団。傘下団体であるOVWにてデビュー。11月7日、OVWデビュー間もないながらもポール・バーチルとタッグを組んでOVW南部タッグ王座争奪1Dayトーナメントに出場して決勝まで進出する活躍を見せた。
2008年1月2日、バーチルと組んでOVW南部タッグ王座を保持するチャールズ・エヴァンス & コルト・カバナに挑戦して勝利し、ベルトを奪取。キャリア初のタイトルを獲得した。

#### FCW

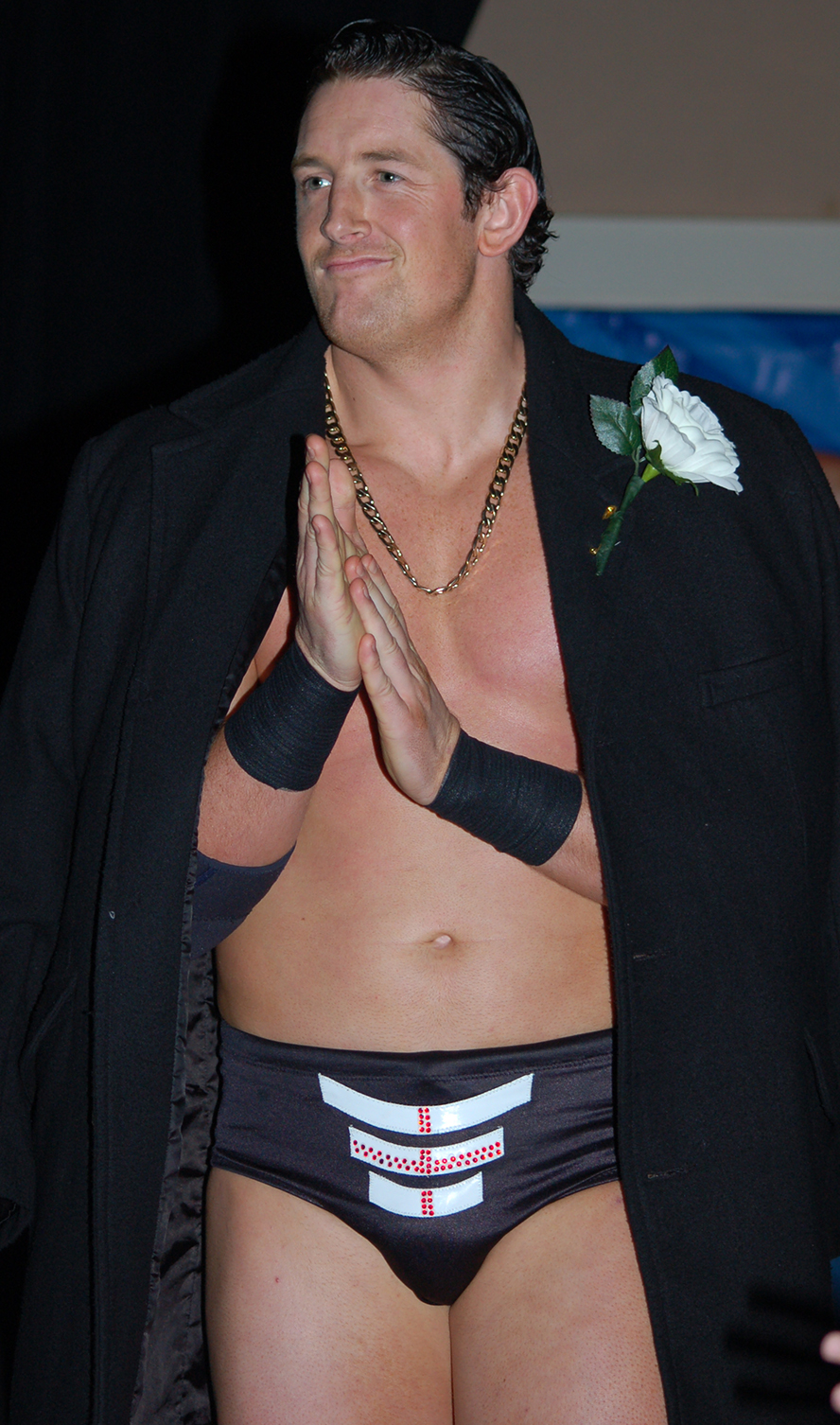
FCW時代

2月、OVWがWWEとの関係を解消したことによりFCWへと移籍。4月より同じくイギリス出身のドリュー・マッキンタイアとエンパイア（The Empire）なるタッグチームを結成。5月6日にFCWフロリダタッグ王座を保持するエディ・コロン & エリック・ペレスからをベルトを奪取した。7月、タッグ王座陥落後にマッキンタイアとタッグを解消してシングルで活動し、10月よりリングネームをローレンス・ナイト（Lawrence Knight）へと変更した。
2009年1月、ケイレブ・オニールとサクストン・コングロマリット（The Saxton Conglomerate）なるタッグチームを結成し、タッグ戦線に戻るが3月にオニールが解雇された事によりストーリーラインの頓挫、そして故障による長期離脱と不幸が重なった。
11月、リングネームをウェイド・バレット（Wade Barrett）へと変更して復帰。FCWフロリダヘビー級王座を保持するジャスティン・エンジェルと抗争を展開した。

#### 2010年

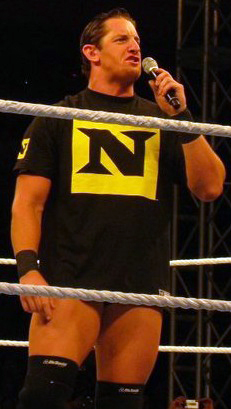
2010年、ネクサス時代

2010年、ECWが放送終了となり、新設された番組であるNXTのシーズン1にルーキーとして参加。クリス・ジェリコをプロとして迎え、優勝を果たした。6月7日のRAWでバレットはWWE史上いまだかつて行われていない事を成し遂げる。と発言し、その日のメイン戦にはNXTシーズン1の卒業生全員で乱入し、ジョン・シナを始めとしたレスラー達を袋叩きにした後、実況ブース、リング、フロアまでも破壊する。その翌週のRAWではNXTシーズン1の卒業生全員と契約することを要求するが、GMのブレット・ハートは拒否。さらにブレットはバレットのNXT優勝の特典であるPPV王座戦出場権の剥奪、解雇を決定。しかしこれに憤慨したウェイド率いる卒業生たちは、その日のメイン戦中にバックステージでブレットに襲いかかり、リムジンに押し込み暴走させて負傷させた。
6月20日のFatal 4 Way 2010でも王座戦の途中に乱入し暴れ回り、その翌日のRAWにて会長であるビンス・マクマホンが混乱の原因はブレット・ハートだとして、ブレットをGMから解任、卒業生全員との契約、バレットのPPV王座戦挑戦権の復活を決定。メイン戦にて乱入し、シナに襲いかかった後、特別レフェリーを務めていた会長をも袋叩きにした。この後からネクサス（The Nexus）と名乗り始める。以後リーダーとして縦横無尽に暴れ回り、ジョン・シナをユニットに引き込むなどしてリングを席巻。

#### 2011年
2011年1月3日、RAWにて新メンバーとなったCMパンクと対立し、ランディ・オートン、シェイマスとのWWE王座挑戦権を懸けた三つ巴金網戦を行う際、勝てばパンクがバレットの傘下に入り、負ければネクサス追放とルールを制定。結果はパンクに妨害され試合はオートンが勝利し、バレットはネクサスを追放された。1月7日のSmackDownでビッグ・ショーを襲いSmackDownに移籍、次の回でジャスティン・ガブリエル、ヒース・スレイター、エゼキエル・ジャクソンと共にビッグ・ショーを袋叩きにしてコア（The Corre）を結成。
3月25日に開催されたWrestleMania 27直前のSmackDownでは、仲間の手を借りてコフィ・キングストンを破り、1軍入り後初のタイトルであるWWE・インターコンチネンタル王座を獲得。ビッグ・ショーやケイン、サンティーノ・マレラ & ウラジミール・コズロフと抗争し、Wrestle Mania XXVIIでは8人タッグマッチを行い敗戦した。
Wrestle Mania XXVII後、コアを脱退したエゼキエル・ジャクソンとの抗争で幾度となく窮地に陥り、何度も仲間を見捨てたことでコアは解散。6月19日、Capitol Punishment 2011ではIC王座戦にてジャクソンと対戦して敗戦した。以降、シングルプレイヤーとして活動。ダニエル・ブライアンやランディ・オートンらと抗争し、コーディ・ローデスとのタッグを組んで試合を行った。11月20日、Survivor Series 2011のサバイバー・シリーズ・エリミネーション・マッチでは自らがリーダーを務めるチーム・バレットを結成してチーム・オートンに勝利した。

#### 2012年

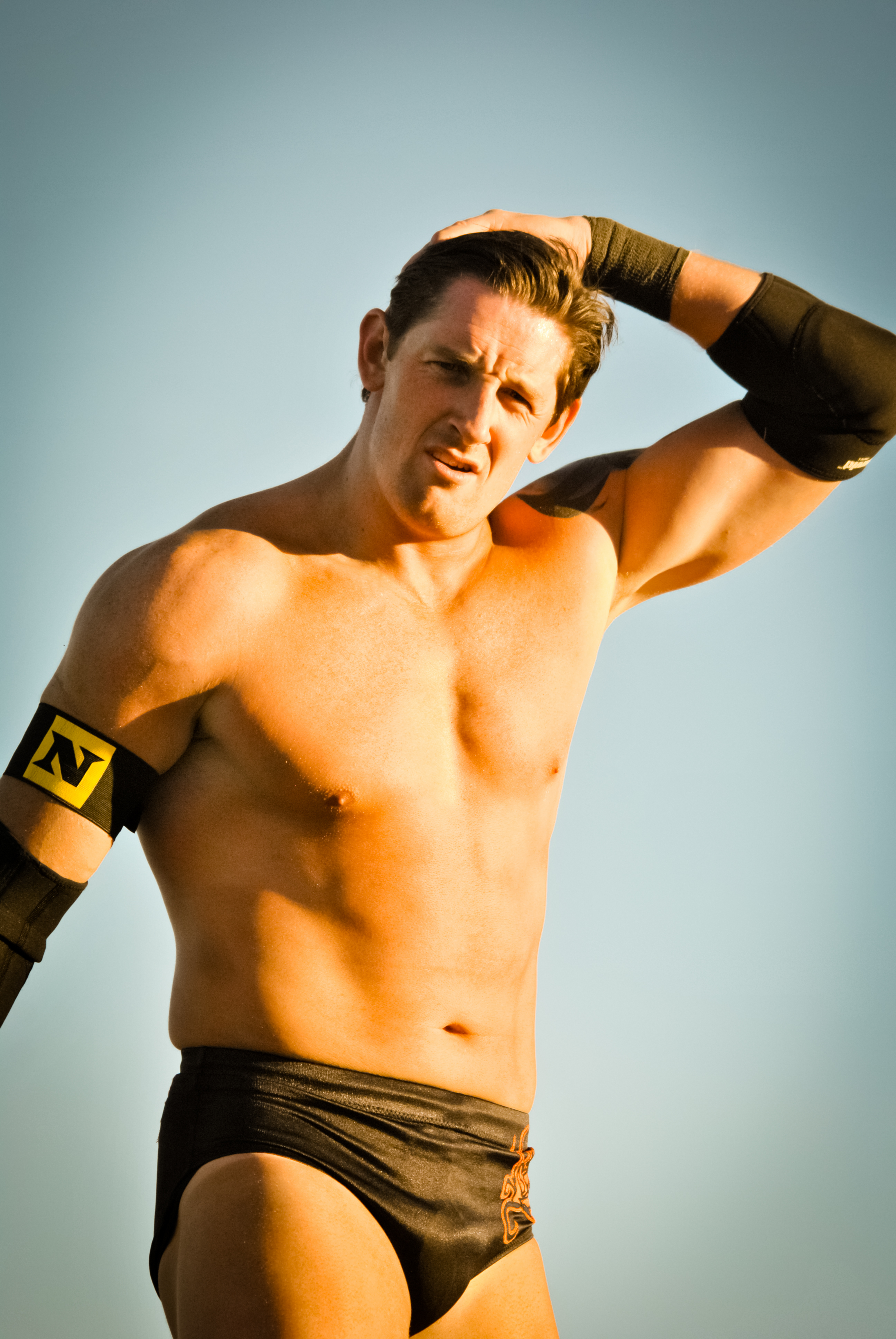
2010年、Tribute to the Troops

2012年に入り、Royal Rumble 2012やElimination Chamber 2012といったPPVで活躍するが左腕を脱臼してしまい長期欠場することになった。8月より無敗の喧嘩屋ギミックへと変更。プロモーションが流され、9月7日のSmackDownにて復帰した。その後は中堅選手相手の試合を重ね、シェイマスやランディ・オートンと連戦。TLC 2012にてIC王座を保持するコフィ・キングストンに敗戦するが、すぐに12月29日のRAWにて再戦し、王座を奪取した。

#### 2013年
2013年1月27日、Royal Rumble 2013にてロイヤルランブルマッチに18番目で登場するが、NXT枠で出場したボー・ダラスに脱落させられたことでダラスと1月28日のRAWでシングルマッチ行い、圧倒するものの押さえ込まれて敗れてしまうが、2月4日のRAWではダラスを襲撃、溜飲を下げた。以降、ザ・ミズやジェリコとIC王座を巡った抗争を見せ、トリプルスレットマッチでは勝利し防衛した。4月7日、WrestleMania 29のプレショーにてミズとタイトルマッチを行い敗戦し、王座陥落するが、翌8日のRAWにて見事奪還を果たした。24日のNXTではCrash of the Championsと銘打たれたイベントにてダラスとIC王座戦を行い勝利し、王座を防衛した。
6月16日のPPV、Payback 2013のIC王座争奪トリプルスレットにてカーティス・アクセル、ザ・ミズと試合を行い、ミズに足4の字固めを決められている隙をついてカーティス・アクセルにフォールされ王座陥落した。
8月、ビンス・マクマホンによるダニエル・ブライアンへの仕打ちとして、ブライアンの髭を剃る役目を受けたが、逆に髭を剃られた。
11月、JBL & コールショーで度々登場するようになり、放送中に良いニュースと悪いニュースを伝える予言者ギミックであるバッド・ニュース・バレット（Bad News Barrett）へと変更。12月2日のRAWにて初登場し、地元ファンをこき下ろす発言や後の展開について悪く捉えた予言を発した。

#### 2014年

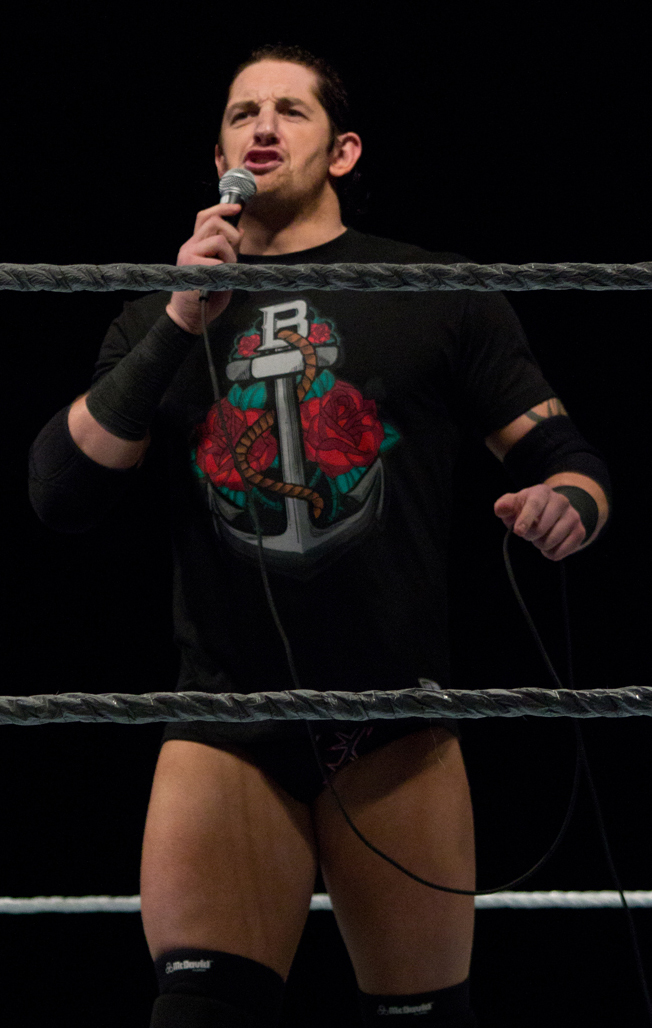
2012年

バッド・ニュース・バレットへとギミックを変更してからはマイクアピールによるプロモーションでの活動が中心となり、試合においては長期間WWE Liveのみの出場に留まっていた。4月7日のRAWにてようやくバッド・ニュース・バレットとして初出場し、レイ・ミステリオを相手に勝利を飾った。同月14日より、IC王座を保持するビッグ・Eへの挑戦権争奪トーナメントにエントリーして一回戦でドルフ・ジグラーを撃破。21日のRAWでは準決勝でシェイマスと対戦、場外に放り出された際にリングから向かって来たシェイマスを、カウンター式のブル・ハンマーを決めて勝利。そして28日のRAWで行われた決勝にて、ロブ・ヴァン・ダムと対戦してセザーロの介入に助けられ勝利。ビッグ・Eへの挑戦権を獲得した。
5月4日、Extreme Rules 2014にてビッグ・Eとタイトルマッチを行い、最後にはジャンピング式ブル・ハンマーを決めて勝利。4度目のIC王座を戴冠。王座戴冠後、ロブ・ヴァン・ダムやセザーロなどを相手に王座を防衛していたが、6月27日のSmackDownにてディーン・アンブローズとの対戦して敗戦後、乱入してきたジャック・スワガーに壁に投げつけられた反動で左肩を脱臼してしまい、長期欠場する事になった。この欠場においてIC王座を剥奪となった。
12月30日、RAWにて挑戦者を募ったセザーロに対して答える形で復帰。ブル・ハンマーを決めて勝利した。

#### 2015年
2015年1月5日、RAWにてIC王座を保持するドルフ・ジグラーに3本勝負で挑戦。1本目こそ先取されたものの、2本目をウェイストランド、3本目をブル・ハンマーを決めて勝利。ベルトを奪取した。4月26日、RAWにて開催されたキング・オブ・ザ・リングに出場。1回戦でドルフ・ジグラーに勝利。続く28日にWWE Networkにて準決勝でRトゥルース、決勝でネヴィルに勝利して優勝を飾りリングネームをキング・バレット（King Barrett）へと変更した。

#### 2016年
2016年5月6日、本人の申し出により、WWEから契約解除となった。

#### 2019年
2019年12月14日、NWAのPPVであるInto The Fireに解説者として登場した。

#### 2020年
2020年8月、NXTのPPVイベントNXTスーパー・チューズディに解説者として登場
2021年
サマースラム2021において解説者として登場

## 得意技

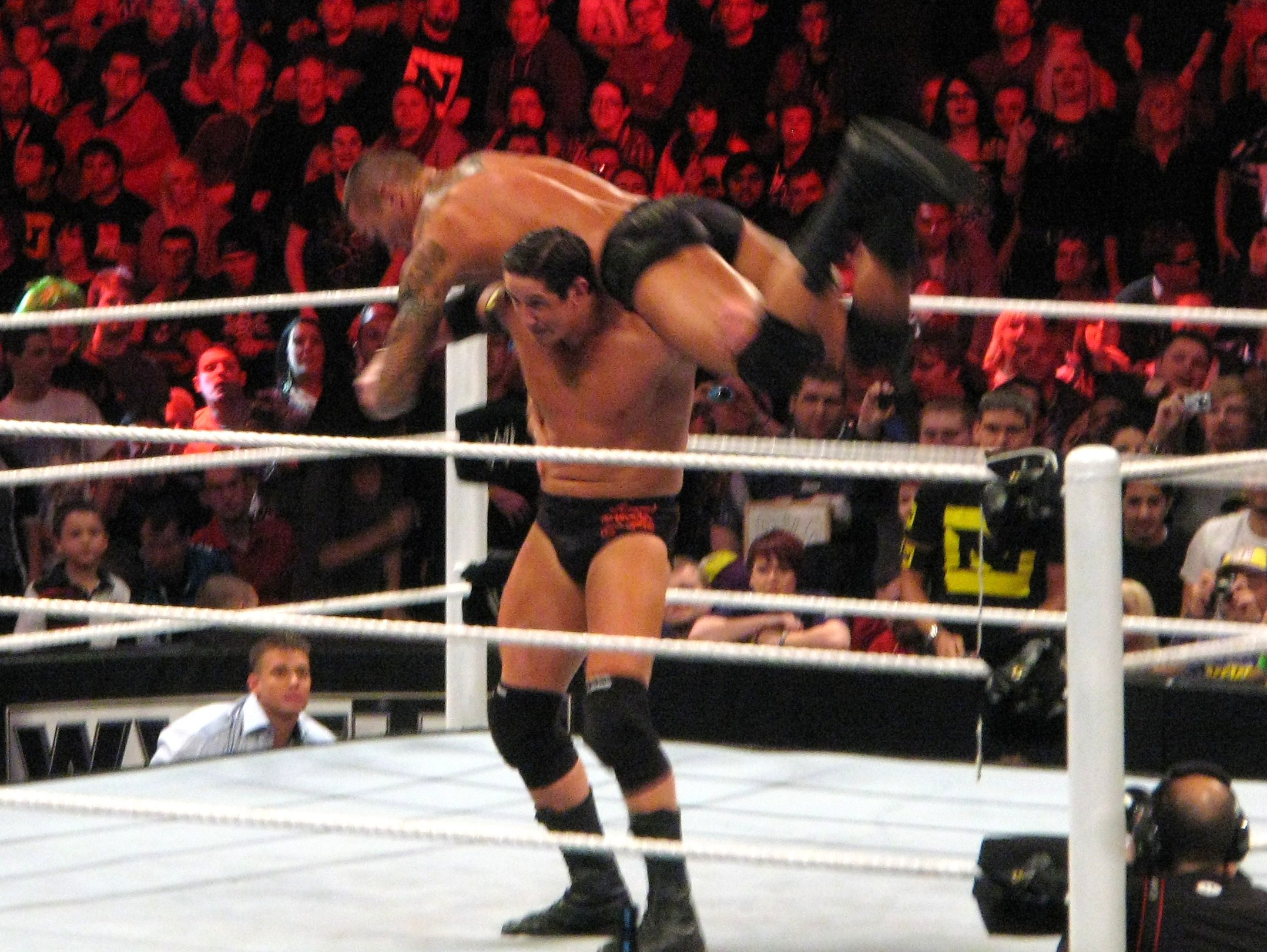
ウェイストランド

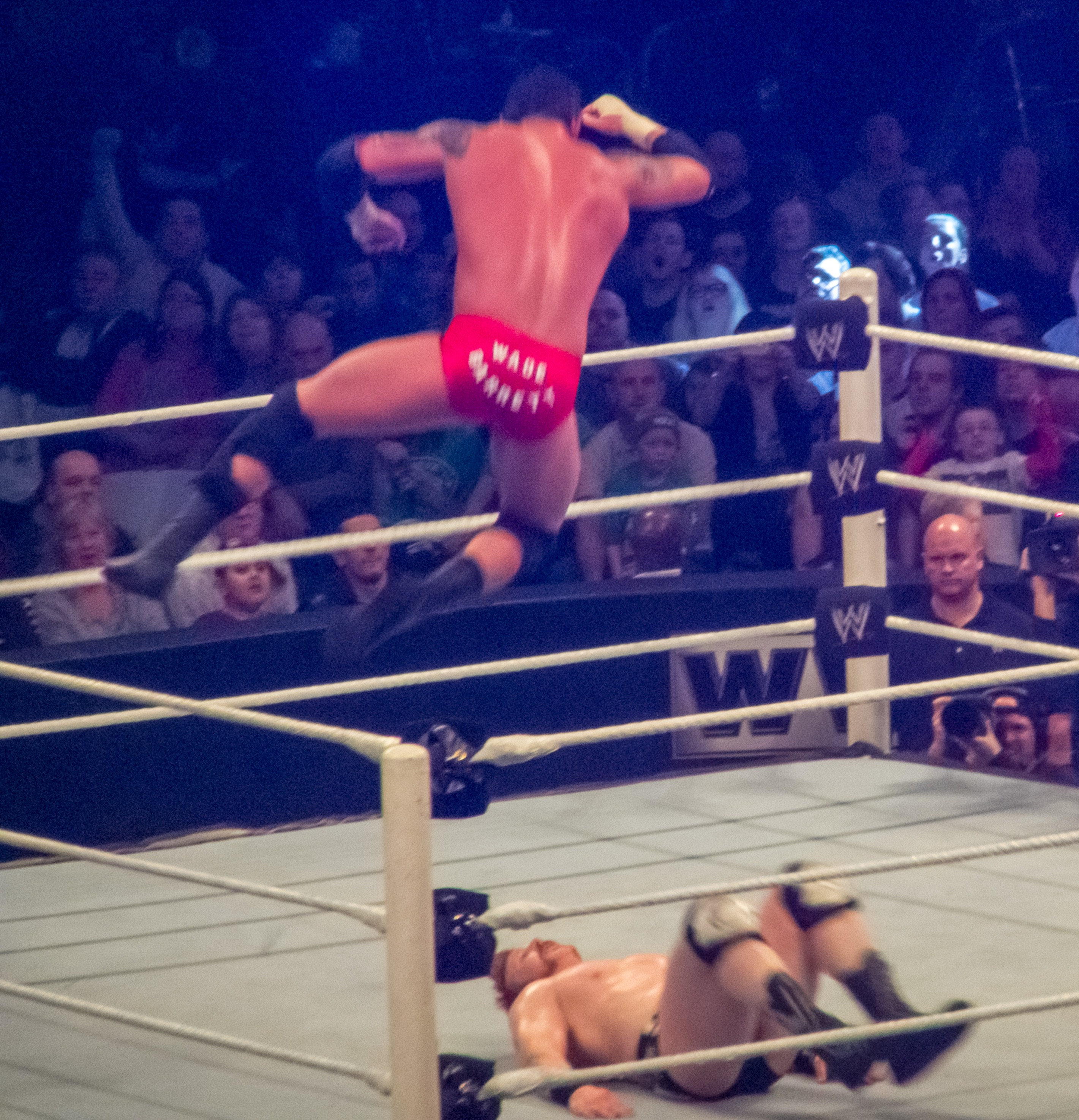
ダイビング・エルボー・ドロップ

### フィニッシュ・ホールド

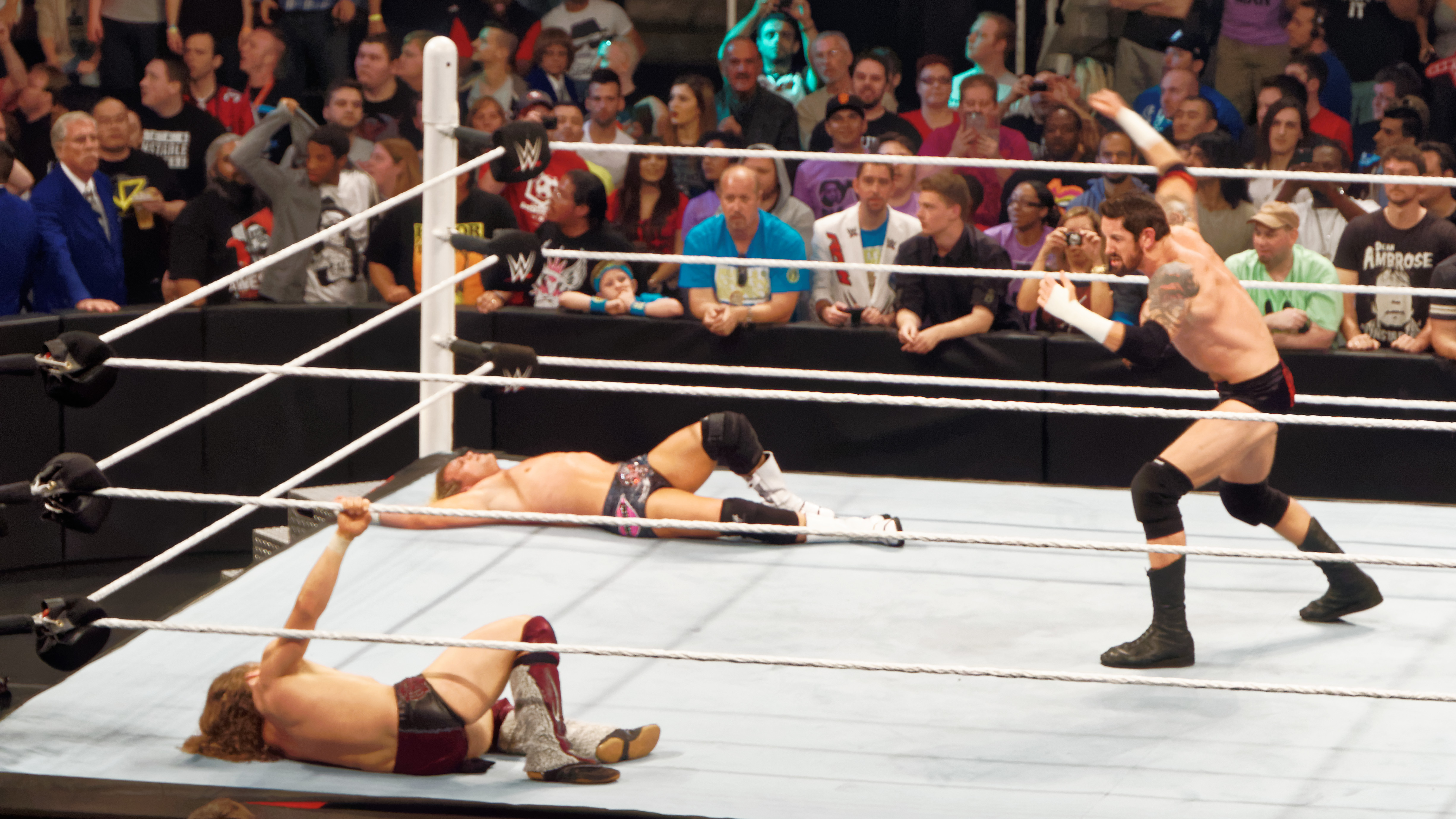
ブル・ハンマー
2012年9月に復帰して以降使用しているフィニッシャー。
ハイインパクト・エルボー。
相手の背後から相手の右腕を首元に巻きつけるように捉え、そこから押し出すと同時に捉えた右腕を基点にして相手を反転させて、相手の片腕を引っ張り、振り向いた相手の顔面にエルボーを放つ方法であったが、大きく振りかぶってのエルボー、さらに黒の肘サポーターを裏返して赤色にしてから放つエルボーへと変更している。
復帰当初はバレット・バラージ、そしてスーベニアへと名称を変更したものの、ヨーロッパツアーにてブル・ハンマーへと変更した。
ウェイストランド
フィニッシャー。相手をファイヤーマンズキャリーで担ぎ上げ、相手の片手片足を持って叫びながら自分の目の前に勢いよく投げ捨てる。
フィニッシャーとしては2012年序盤、ウィンズ・オブ・チェンジにとって代わられた。それからは未遂となることが多くなり、後にシグネイチャーとなっている。
ウィンズ・オブ・チェンジ
旋回式スクラップ・バスター。ウェイストランドへの繋ぎとなる技。2012年には一時期フィニッシャーとして使用されたが、再び繋ぎ技に戻った。実況よりティルトワール・スラムと呼称された期間がある。
スパイン・バスター
FCW時代のフィニッシャー。スクラップ・バスターも使用する。
変形パンプハンドルスラム
パンプハンドルスラムの体勢で相手を持ち上げ体の前に抱え、オクラホマ・スタンピードのように叩き付ける。

### その他得意技
ダイビング・エルボー・ドロップ
主にセカンドロープから使用。
ビッグ・ブート
ランニング式やカウンター式など、試合の中で多用される打撃技。
エルボー
ヨーロピアン・アッパーカット
バック・キック
攻勢に転じるときなどに使用される。
スープレックス
スーパープレックス
パワーボム

## 獲得タイトル
WWE
- WWE IC王座 : 5回
- NXT : シーズン1優勝

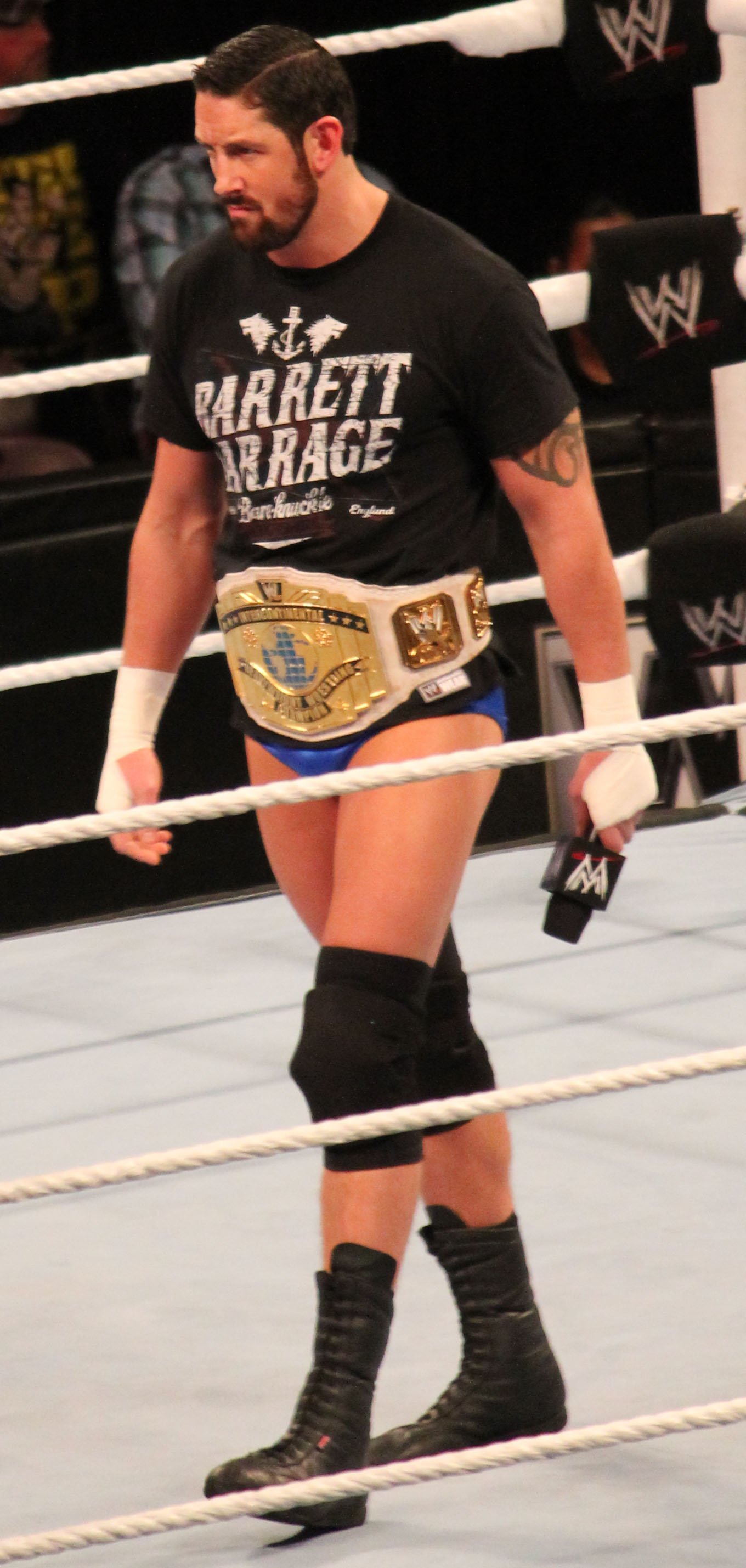
2013年、WWE IC王者時代

- キング・オブ・ザ・リング : 2015年度優勝

FCW
- FCWフロリダタッグチーム王座 : 2回

w / ドリュー・マッキンタイア
OVW
- OVW南部タッグチーム王座 : 1回

w / ポール・バーチル
Dropkixx
- ドロップキックスIWCヨーロピアン・ヘビー級王座 : 1回

## 入場曲
- Blood Shot
- A Good Buzz
- Smuggly Ugly
- Exploding Helmets
- We Are One (12 Stones)
- End of Days (9 Electric)
- End of Days (emphatic)
- Just Don't Care Anymore (American Fangs)
- Rebel Son
- Hellfire
- A League of Their Own
- In Control

## フィルモグラフィー

### 映画
| 年   | 邦題/原題                                                                   | 役名             | 備考                        | 吹き替え |
| ---- | --------------------------------------------------------------------------- | ---------------- | --------------------------- | -------- |
| 2017 | ゲットバック -人質奪還- Eliminators                                         | ビショップ       | 日本劇場未公開、WOWOWで放映 |          |
| 2017 | Vengeance 報復者 Vengeance                                                  | ジョン・ゴールド |                             |          |
| 2020 | S.A.S.特殊空挺部隊 史上最悪の極秘空輸ミッション I Am Vengeance: Retaliation | ジョン・ゴールド |                             |          |